# Джевце (Лодзинське воєводство)
Джевце (пол. Drzewce) — село в Польщі, у гміні Ліпці-Реймонтовські Скерневицького повіту Лодзинського воєводства.
Населення — 567 осіб (2011).
У 1975-1998 роках село належало до Скерневицького воєводства.

## Демографія
Демографічна структура станом на 31 березня 2011 року:
|          | Загалом | Допрацездатний вік | Працездатний вік | Постпрацездатний вік |
| -------- | ------- | ------------------ | ---------------- | -------------------- |
| Чоловіки | 271     | 51                 | 193              | 27                   |
| Жінки    | 296     | 49                 | 167              | 80                   |
| Разом    | 567     | 100                | 360              | 107                  |